# Кумпарсіта
«Кумпарсіта» (ісп. La Cumparsita) — музичний твір, написаний 22-річним Херардо Матос Родрігесом, уругвайським музикантом, в 1916 році. Кумпарсіта — один з найвідоміших і найпопулярніших танго всіх часів.
Назва перекладається як «маленький парад». Перша версія була мелодією без слів. Пізніше Паскуаль Контурсі написав слова, і це стало найпопулярнішою версією пісні. Пісня починається зі слів: «Маленький парад безкінечних страждань…»
Матос Родрігес написав Кумпарсіту бувши студентом університету в Монтевідео в 1914 році (а за іншими даними, до карнавалу 1916). В початковому варіанті це був невеликий (та поки ще безіменний) марш, присвячений студентській «кумпарсі» (cumparsa) — групі, в якій в той час був автор: звідси пізніше і виникла назва танго. В 1916 році в кафе «Хіральда» (La Giralda) в столиці Уругваю виступав відомий аргентинський піаніст Роберто Фірпо (Roberto Firpo) та його оркестр, якому через своїх товаришів Матос Родрігес і передав ноти. Саме в цьому кафе у вересні 1916 року (іноді називається й пізніша дата — 19 квітня 1917 року) вперше прозвучала мелодія, що згодом стала знаменитою — «Кумпарсіта».
Слова до пісні були написані аргентинцем Паскуалем Контурсі в 1924 і незабаром стали хітом. Ця версія пісні вважається найвідомішою піснею танго у світі, за нею слідує "El Choclo". Контурсі записав пісню під назвою "Si supieras" ("Якби ви знали"). Живучи на той час у Парижі, Матос Родрігес дізнався, що пісня стала великим хітом, коли поговорив з уругвайським скрипалем та керівником танго Франсіско Канаро, який виконував цю мелодію на паризьких ангажементах під назвою "Si supieras". Канаро сказав Матосу Родрігесу, що пісня була " нарозхват у всіх оркестрів " . Наступні два десятиліття Матос Родрігес провів у різних судових баталіях з приводу авторських прав і, нарешті, домігся того, що "La cumparsita" була відновлена як назва пісні. Проте текст Контурсі став тісно пов'язаний із піснею.
У 1948 році Канаро сформулював обов'язкову угоду, яка мала покласти край судовим позовам. Він визначив, що 20 відсотків усіх авторських відрахувань підуть на користь спадщини автора тексту Контурсі та його ділового партнера Енріке П. Мароні. Інші 80 відсотків від гонорарів за записи підуть у власність Матоса Родрігеса. Канаро встановив, що на майбутніх нотних виданнях будуть вказані тексти пісень Контурсі на додаток до менш відомих, написаних Матосом Родрігесом, та жодних інших текстів. 
Указом президента від 2 лютого 1998 року «Кумпарсіту» оголошено народним і культурним гімном Уругваю.

## Аргентинське танго
Кумпарсіта за традицією аргентинського танго є мелодією до останнього танцю мілонги. Зазвичай його танцюють з близькою людиною.

## В кіно
- У джазі тільки дівчата

## Зноски
1. ↑  Los 90 del "Tango de los tangos". 19 квітня 2007. Архів оригіналу за 30 січня 2022. Процитовано 30 січня 2022 — через news.bbc.co.uk.
2. 1 2  Braverman, Eran. La Cumparsita – The Most Famous Tango Song. Very Tango. Архів оригіналу за 11 січня 2011. Процитовано 1 березня 2011.
3. ↑  Word, Mark. Tango Etiquette: The finer points of tango culture. Архів оригіналу за 30 червня 2015. Процитовано 13 жовтня 2015.